# Mimiviridae
Mimiviridae è una famiglia di virus a DNA, l'unica dell'ordine Imitervirales. Questi virus hanno come ospite naturale i protisti, in particolare amebe.